# Ringinanom (Tempuran)
Ringinanom is een bestuurslaag in het regentschap Magelang van de provincie Midden-Java, Indonesië. Ringinanom telt 5732 inwoners (volkstelling 2010).